# Afrolidia angusta
Afrolidia angusta är en insektsart som beskrevs av Nielson 1992. Afrolidia angusta ingår i släktet Afrolidia och familjen dvärgstritar. Inga underarter finns listade i Catalogue of Life.